# Chenopodium tkalcsicsii
Chenopodium tkalcsicsii är en amarantväxtart som beskrevs av Helmut Melzer. Chenopodium tkalcsicsii ingår i släktet ogräsmållor, och familjen amarantväxter. Inga underarter finns listade i Catalogue of Life.